# Diarmuid Martin
Diarmuid Martin (Dublin, 8. travnja 1945.) je irski katolički nadbiskup. 

## Biografija
Za svećenika je zaređen 25. svibnja 1969., a za biskupa ga je zaredio papa Ivan Pavao II. 6. siječnja 1999. godine.  

## Rimska kurija
Njegovi prve službe bile su u Rimskoj kuriji, gdje najprije služi kao podtajnik Papinskog vijeća za pravdu i mir od 1986. do 1994. Nakon toga postao je tajnik spomenutoga Vijeća. Tijekom svojeg boravka u Vatikanu živio je u Papinskom svećeničkom zavodu Teutonico in Campo Santo gdje je obavljao službu vicerektora.
2001. papa Ivan Pavao II. imenovao ga je Stalnom promatračem Svete Stolice u Ujedinjenim Narodima.

## Dublinski nadbiskup
Potom je poslan u rodnu Dublinsku nadbiskupiju, jer je imenovan pomoćnim biskupom koadjutorom. Nasljeđuje tako kardinala Desmonda Connella na stolici nadbiskupa Dublina, a time postaje i primas Irske 26. travnja 2004.
Od 2006. do 2009. bio je također dopredsjednik Komisije biskupskih konferencija Europske unije.
Od 2010. do 2011. bio je, prema uputama Svete Stolice i Kongregacije za nauk vjere, zadužen za istraživanja slučajeva seksualnih zlostavljanja od strane nekih klerika u Irskoj. Poznato je da nadbiskup Martin po ovom pitanju zastupa načelo nulte tolerancije.